# AFAGU Russas
A Associação Atlética AFAGU Russas, popularmente conhecida como AFAGU Russas (cujas iniciais vem de Assistência Familiar Anjo da Guarda), é um clube brasileiro da cidade de Russas, no Ceará. Disputou campeonatos de futsal.

## Títulos
- Campeonato Cearense de Futsal: 2006 e 2011.[2]